# Jean-Louis Tavarez
Jean-Louis Tavarez (* 4. April 1972 in Thiès) ist ein senegalesischer Fußballspieler und ehemaliger Nationalspieler seines Landes.

## Karriere
Bereits im Alter von vier Jahren kickte er auf den Straßen von Thiès das erste Mal mit dem runden Leder, jedoch ist über seine Jugendvereine in Senegal nichts bekannt. Von 1991 bis 1993 spielte Tavarez in der senegalesischen Nationalmannschaft und kam zu 10 Einsätzen.
1995 führte ihn sein Weg nach Deutschland direkt nach Nordrhein-Westfalen, welches er seitdem nicht mehr verließ. Bis 2001 spielte er beim Rheydter SV in Mönchengladbach. Noch im selben Jahr wechselte er zum Wuppertaler SV. Gegen Ende seines gültigen Vertrages spielte er noch im Amateurteam des WSV in der Niederrheinliga, gehörte jedoch auch zum Drittligakader und war jahrelang einer der Publikumslieblinge des Vereines. Unvergessen bleibt den Fans sein Tor am 26. September 2003 gegen den Erzrivalen Rot-Weiss Essen.
Tavarez' Vertrag beim WSV lief 2009 aus, er wechselte anschließend zum Kreisligisten CSI Milano. Sein ehemaliger sowie sein neuer Verein traten nach seinem Wechsel zu einem offiziellen Abschiedsspiel an, welches von gut 1000 Zuschauern verfolgt wurde.
Ab der Saison 2010/11 trat er beim FC Polonia Wuppertal in der Kreisliga an. Dort war sein früherer Wuppertaler Mannschaftskamerad Krzysztof Benedyk Spielertrainer. In der Winterpause der gleichen Saison wurde Tavarez vom Deutschen Fußball-Bund wegen grob unsportlichen Verhaltens beim Qualifikationsturnier zur Hallen-Stadtmeisterschaft für ein Jahr gesperrt. Im Sommer 2012 verpflichtete ihn der Landesliga-Aufsteiger ASV Wuppertal und bekundete die Absicht, für Tavarez ein Gnadengesuch zu stellen, das jedoch abgelehnt wurde. Zur gleichen Zeit meldete der Wuppertaler SV, er wolle ihn in seine Jugendarbeit einbinden; der Präsident des WSV Friedhelm Runge beabsichtige, dem fünffachen Familienvater einen Arbeitsplatz in seiner Firma zu verschaffen. Seit 2013 ist Tavarez Mitglied von Grün-Weiß Wuppertal und fungiert seit 2014 als Co- und Spielertrainer.